# St. Petersburg White Nights 2008
Die St. Petersburg White Nights 2008 im Badminton fanden in Gattschina bei Sankt Petersburg vom 2. bis zum 6. Juli 2008 statt. Das Preisgeld betrug 15.000 US-Dollar, wodurch das Turnier in das BWF-Level 4A eingeordnet wurde.

## Finalergebnisse
| Disziplin    | Sieger                                  | Finalist                             | Ergebnis          |
| ------------ | --------------------------------------- | ------------------------------------ | ----------------- |
| Herreneinzel | Ville Lång                              | Jan Vondra                           | 21:15 21:8        |
| Dameneinzel  | Xu Huaiwen                              | Juliane Schenk                       | 21:15 15:21 21:19 |
| Herrendoppel | Michał Łogosz Robert Mateusiak          | Vitaliy Durkin Alexandr Nikolaenko   | 21:6 21:7         |
| Damendoppel  | Jekaterina Ananina Anastassija Russkich | Valeria Sorokina Nina Vislova        | 21:12 21:18       |
| Mixed        | Vitaliy Durkin Nina Vislova             | Robert Mateusiak Nadieżda Kostiuczyk | 21:18 21:14       |